# Hubnik
Hubnik – wieś nad Bohem, w rejonie hajsyńskim obwodu winnickiego.
Gniazdo rodowe polskiej rodziny szlacheckiej - Jełowieckich; miejsce urodzenia Edwarda i Aleksandra.